# Cerynea rubra
Cerynea rubra là một loài bướm đêm trong họ Erebidae.